# Srambah
Srambah is een bestuurslaag in het regentschap Pamekasan van de provincie Oost-Java, Indonesië. Srambah telt 2668 inwoners (volkstelling 2010).